# Colonia El Sauzal
Colonia El Sauzal, o simplemente El Sauzal, es una localidad rural ubicada en el departamento Puelén de la provincia de La Pampa en Argentina. Forma parte del municipio de Colonia 25 de Mayo.

## Características
Se encuentra a orillas del río Colorado, inmediatamente al norte de la ciudad de 25 de Mayo (del cual depende administrativamente) y junto al límite con la provincia de Río Negro. Está atravesado por la Ruta Nacional 151. Dicha ruta cruza el río Colorado en el Puente Dique Punto Unido, inaugurado en 1961. Se trata de un dique de derivación de las aguas del río, como así también el puente de la ruta 151. Aquí se toma el agua para el riego de la colonia.
La colonia consiste en un pequeño caserío y una zona de chacras bajo riego, las cuales la mayoría están improductivas. El área fue poblada en los años 1960 y 1970, donde alcanzó su auge como colonia agrícola. La ley provincial número 2566 en 2010 creó el «Programa de Ordenamiento y Recuperación Productiva de El Sauzal» para promover la producción de las tierras.
Aquí se encuentra la escuela primaria número 141 llamada Jacinto Guiñazú. La escuela también posee un jardín de infantes.